# Corrèze (gemeente)
Corrèze is een gemeente in Frankrijk. Het ligt in het Centraal Massief, twintig kilometer ten noordoosten van de stad Tulle. De gemeente telde 1.173 inwoners op 1 januari 2022.
In Corrèze is op zaterdagen een markt op het dorpsplein. Corrèze ligt in het noordwesten van het Centraal Massief. De naam van het dorp verwijst naar de rivier Corrèze. Ook de naam van het departement Corrèze, waarvan het middelpunt zich in de gemeente Corrèze bevindt, verwijst naar deze rivier.

## Geschiedenis
Op de plaats van Corrèze snijdt het parcours van oude Romeinse wegen zich. De eerste geschreven vermelding van Corrèze komt uit de 9e eeuw. Daarna ontwikkelde het zich en werd het een van de plaatsen op de pelgrimsroute naar Santiago de Compostella. Tijdens de Honderdjarige Oorlog werd Corrèze door de Engelsen ingenomen en platgebrand. Nog eens, tijdens de Hugenotenoorlogen aan het einde van de 16e eeuw, bleef het niet gespaard.
Meer dan 100 manschappen uit Corrèze sneuvelden tijdens de Eerste Wereldoorlog.

## Geografie
De oppervlakte van Corrèze bedroeg op 1 januari 2022 34,16 vierkante kilometer; de bevolkingsdichtheid was toen 34,3 inwoners per km².
De onderstaande kaart toont de ligging van Corrèze met de belangrijkste infrastructuur en aangrenzende gemeenten.

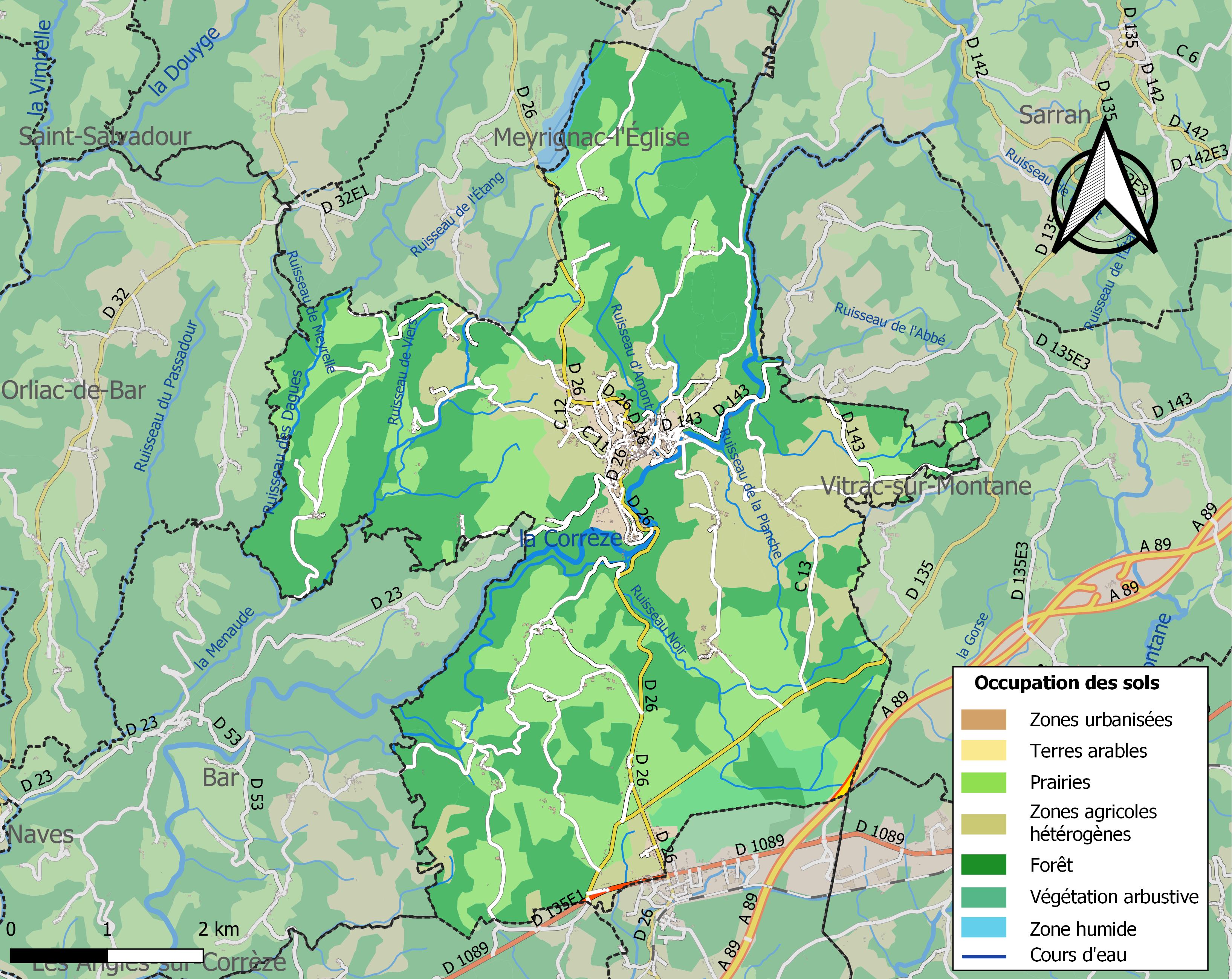

## Demografie
Onderstaande figuur toont het verloop van het inwonertal, bron: INSEE-tellingen. 